# Bethel Heights (Arkansas)
Bethel Heights es una ciudad ubicada en el condado de Benton en el estado estadounidense de Arkansas. En el Censo de 2010 tenía una población de 2372 habitantes y una densidad poblacional de 383,19 personas por km².

## Geografía
Bethel Heights se encuentra ubicada en las coordenadas 36°13′12″N 94°6′59″O / 36.22000, -94.11639. Según la Oficina del Censo de los Estados Unidos, Bethel Heights tiene una superficie total de 6.19 km², de la cual 6.15 km² corresponden a tierra firme y (0.71%) 0.04 km² es agua.

## Demografía
Según el censo de 2010, había 2372 personas residiendo en Bethel Heights. La densidad de población era de 383,19 hab./km². De los 2372 habitantes, Bethel Heights estaba compuesto por el 61.59% blancos, el 1.94% eran afroamericanos, el 1.39% eran amerindios, el 3.04% eran asiáticos, el 8.26% eran isleños del Pacífico, el 21.59% eran de otras razas y el 2.19% pertenecían a dos o más razas. Del total de la población el 34.7% eran hispanos o latinos de cualquier raza.